# كوستا دا كاباريكا
كوستا دا كاباريكا هي أبرشية تقع في بلدية ألمادا في البرتغال. يبلغ عدد سكانها 13418 نسمة وذلك حسب إحصائيات سنة 2011. صُنفت كمدينة اعتباراً من ديسمبر 2004.